# 岡田太郎 (実業家)
岡田 太郎（おかだ たろう、1930年（昭和5年）7月20日 - 2024年（令和6年）9月3日）は、日本のテレビプロデューサー、実業家。フジテレビ創成期にドラマ制作に携わり、1995年から1999年まで共同テレビジョンの社長を務めた。妻は女優の吉永小百合。

## 来歴
1930年7月20日、東京市芝区にて、日本ウェスティングハウス電気社員や日本フォード広告部員などを務めた岡田保三郎と、徳子（芝区桜田善右衛門町の白米商の清水石五郎の次女）の長男として生まれる。父である保三郎は1888年8月2日愛知県に生まれ1924年に分家後、アメリカのミズーリ大学で学び、ジャパン・アドバタイザー社を経て1926年からウェスティングハウス電気社員となった。帰国後、東京アメリカンクラブにも入会している。1947年12月2日没。
旧制都立高校卒業。1954年、勤務していた総理府の付属機関、国立世論調査所が閉鎖。同調査所からの紹介で、文化放送に入社。
1958年、文化放送・ニッポン放送と映画会社3社が母体となり開局準備を進めていたフジテレビジョンに移籍。1959年3月1日の開局の8日後の3月9日にスタートする、全26話のドラマ『陽のあたる坂道』の演出を担当した。次いで、1960年には『日日の背信』の演出を担当。文化放送在籍時に、平日朝9時台に放送していた主婦向けのラジオドラマからヒントを得た、いわゆる「よろめきドラマ」と呼ばれる昼ドラであった。アップを多用した演出は情感を生み、好評を博した。
1964年、吉永小百合の代表作の一つとなる『愛と死をみつめて』が公開。岡田は、公開直後に制作された同作のドキュメンタリー番組のプロデューサーを担当し、吉永と知り合うこととなった。彼女は当時19歳で、1週間のヨーロッパの旅に同行する中で、岡田は吉永の素直さに驚かされた。その9年後、1973年に岡田と吉永は結婚した。人気絶頂の女優の、15歳差の年の差婚は世間を驚かせ、岡田・吉永夫妻は第11回ゴールデン・アロー賞の話題賞を受賞した。結婚に際して岡田は熱狂的なサユリストから嫌がらせを受けたという。また吉永の両親は披露宴を欠席したため、確執が噂された。社内では鹿内信隆の経営路線に反発し労組の委員長に就任した経緯もあり、結婚翌年の1974年からフジテレビの所謂80年改革の間までは、経営資料室などの部署に事実上幽閉されていた。。
1981年から『時代劇スペシャル』のプロデューサー、1984年に編成局次長を務めたのち、1985年に取締役として共同テレビジョンに移る。1995年には代表取締役社長に就任。1999年には会長となり、2001年からは2003年に退任するまで相談役に就いた。
2023年12月に胆嚢癌が見つかり、療養を続けていたが、2024年9月3日に東京都内の病院で死去した。94歳没。吉永は地方での仕事を終え病院に駆け付け、最期を看取ることができた。